# سمك القد المنمش
سمك القد المنمّش (الاسم العلمي: Cephalopholis sexmaculata) يعرف أيضًا بـ السمكة ذات الست بقع الخلفية، أو سمك القد الصخري المنمّش، أو سمك القد ذات الست أشرطة، أو سمك القد الصخري ذات الست أشرطة، أو سمك القد الصخري ذات الستة بقع. هو نوع من الأسماك البحرية شعاعية الزعانف ضمن فصيلة الهامور الفرعية التي تنتمي إلى الفصيلة القرفصية، والتي تشمل أيضًا الأنثياس وقاروص البحر. توجد هذه السمكة في جميع أنحاء منطقة المحيطين الهادئ والهندي.

## الوصف
يتميز سمك القد المنمش بجسم يعادل طوله 2.5 إلى 3 مرات عمقه باستخدام الطول القياسي للسمك، وتُظهر الأسماك الأكبر حجمًا التي يزيد طولها عن 30 سنتيمتر (12 بوصة) ملامح محدبة للغاية في الجزء العلوي من الرأس فوق العينين، كما أن لها قشرة مستديرة ومسننة بدقة بالرغم من أن هذه التسننات تبدو صغيرة جدًا في الأسماك البالغة. تحتوي الزعنفة الظهرية لهذا النوع من الأسماك على تسعة أشواك و14 إلى 16 شعاعًا ناعمًا، بينما تحتوي الزعنفة الشرجية المستديرة على ثلاثة أشواك وتسعة أشعة ناعمة، كما تعد الزعنفة الذيلية مستديرة، وعادة ما تكون أطراف الزعانف الحوضية أقل من فتحة الشرج. يوجد ما بين 49 و54 قشرًا في الخط الجانبي للسمكة. يحوي جسم سمك القد المنمش اللونين البرتقالي والأحمر على خلفية جسمه، مع وجود تشتت قليل من البقع الزرقاء الصغيرة التي تصبح أكثر كثافة على الرأس والزعانف الظهرية والشرجية والذيلية، كما يلاحظ أيضًا وجود بقع زرقاء طويلة وأشرطة على رأس السمكة. يتميز جسم سمك القد المنمش بأربعة أشرطة عمودية قاتمة على الرغم من أنها قد تكون باهتة جدًا في بعض الأحيان على طول خاصر السمكة. تندمج الأشرطة التي على الظهر مع بقع سوداء موجودة عند قاعدة الزعنفة الظهرية حيث تمتد إلى بداية الزعنفة الظهرية عند جسم السمكة العلوي. بالإضافة على ذلك، يوجد شريطان صغيران داكنان على الدعامة الذيلية. وبالتالي يكون هناك ستة أشرطة موجودة لدى جسم سمك القد المنمش. تكون الفجوات بين هذه الأشرطة أحيانًا شاحبة نوعًا ما، تظهر لون الزعانف الصدرية برتقالية حمراء. يبلغ طول هذا النوع 50 سنتيمتر (20 بوصة) كحد أقصى.

## الانتشار
ينتشر سمك القد المنمش في المحيطين الهندي والهادئ؛ حيث يمتد تواجده من بولينزيا الفرنسية شرقًا إلى ما بين البحر الأحمر وجنوب إفريقيا غربًا، كما يمتد حتى يصل إلى جزر ريوكيو جنوب اليابان من ناحية الشمال، وإلى شمال أستراليا من ناحية الجنوب. لكنه لم يثبت تواجده في كل من شبه القارة الهندية وخليج عمان والخليج العربي.

## الموطن وعلم الأحياء
يتواجد سمك القد المنمش على الشعاب الساحلية المتنوعة إلى الشعاب الخارجية، وتتواجد الأسماك البالغة من هذا النوع على طول الجدران العميقة مع الكهوف ذات النمو اللافقاري المتنوع والوفير للكائنات مثل الإسفنج الكبير والشعاب المرجانية اللينة. قد تعيش هذه الأسماك منفردة أو ضمن مجموعات صغيرة. تنشط في المياه العميقة في الليل ولكنها تنتقل إلى المياه الضحلة أثناء النهار، كما أن هذه الأسماك متكتمة في عاداتها. غالبًا ما يرافق هذه الأسماك نوع من الروبيان المنظف (Periclimenes elegans خصوصًا) حيث تقوم بتنظيف بعض أجزاء جسم الأسماك لإزالة الطفيليات منها. يمكن العثور على هذا النوع من الأسماك على ارتفاع 6 إلى 150 متر (20 إلى 492 قدم)، كما يتغذى بشكل رئيسي على الأسماك الصغيرة.

## التصنيف
تم التعرف على سمك القد المنمش ووصفه علميًا لأول مرة من قبل المستكشف وعالم الطبيعة الألماني إدوارد روبل عام 1830 م؛ حيث وضع التسمية Serranus sexmaculatus لهذا النوع، ووضع البحر الأحمر كموقع لهذا النوع.

## الاستخدامات
يتم صيد سمك القد المنمش بواسطة مصايد الأسماك التجارية باستخدام الخطاف والخيط والفخاخ والرماح.

## معرض صور

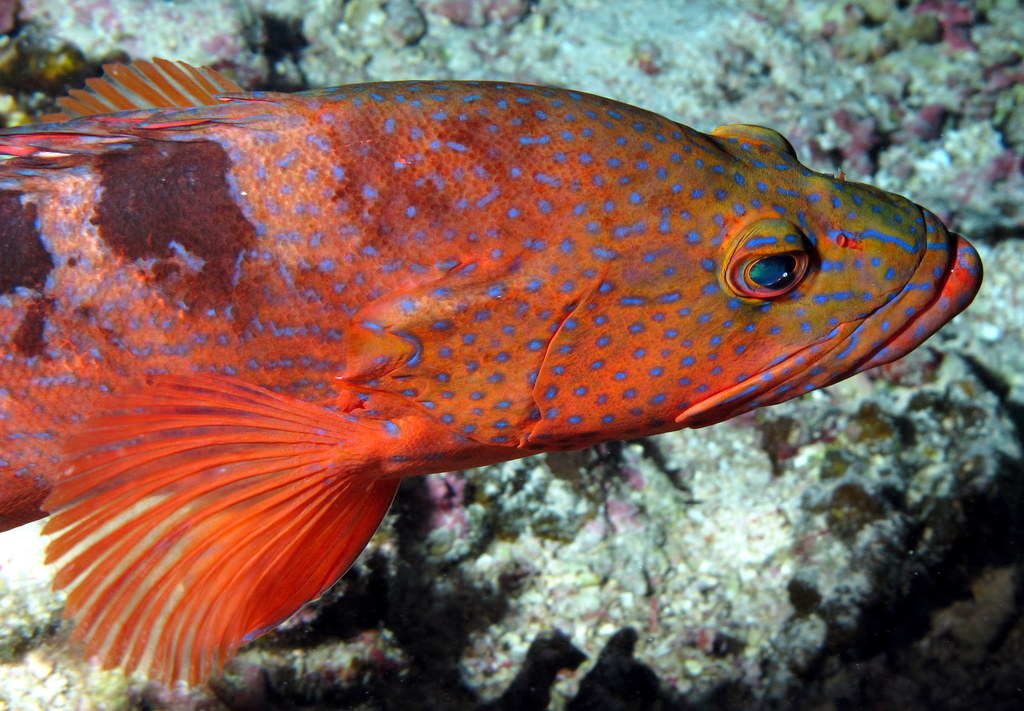
سمك قد منمش ضمن شعاب مرجانية تابعة لمحافظة البحر الأحمر بمصر
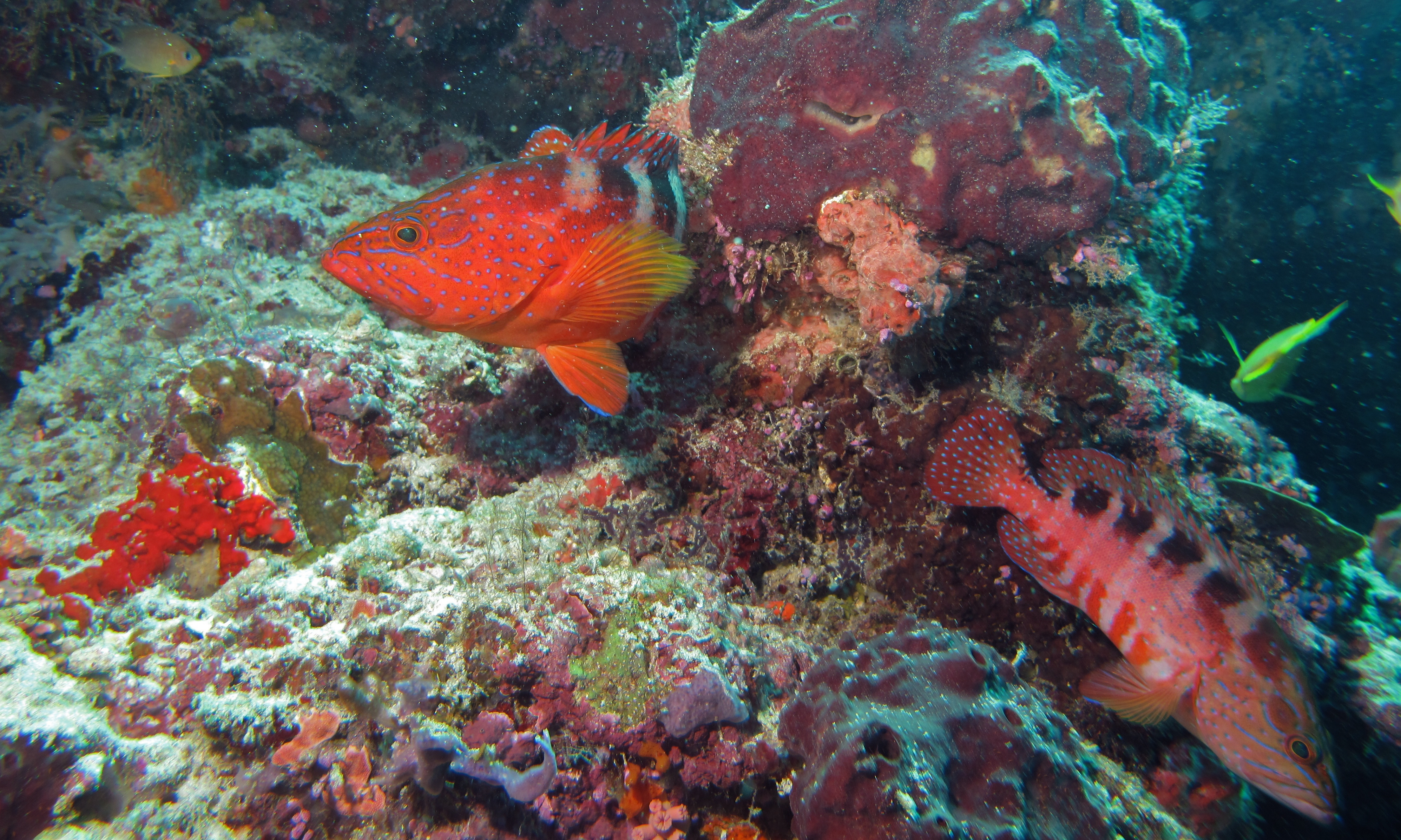
مجموعة أسماك قد منمشة في الحديقة المعلقة بجزيرة سيبادان، ماليزيا
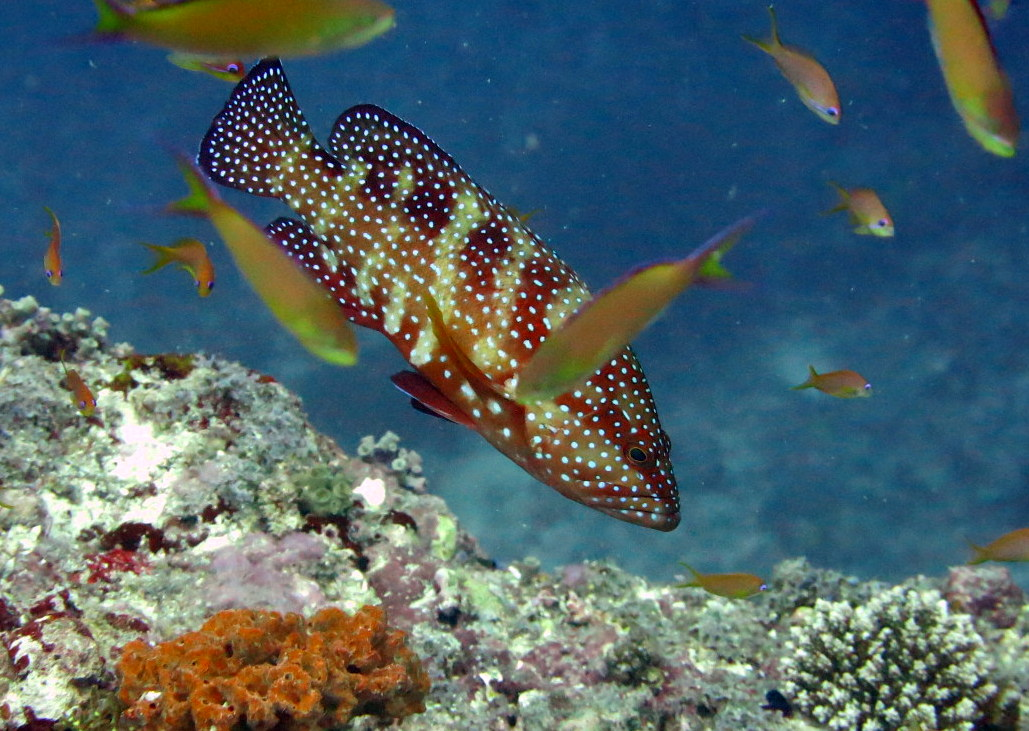
سمك قد منمش في المالديف
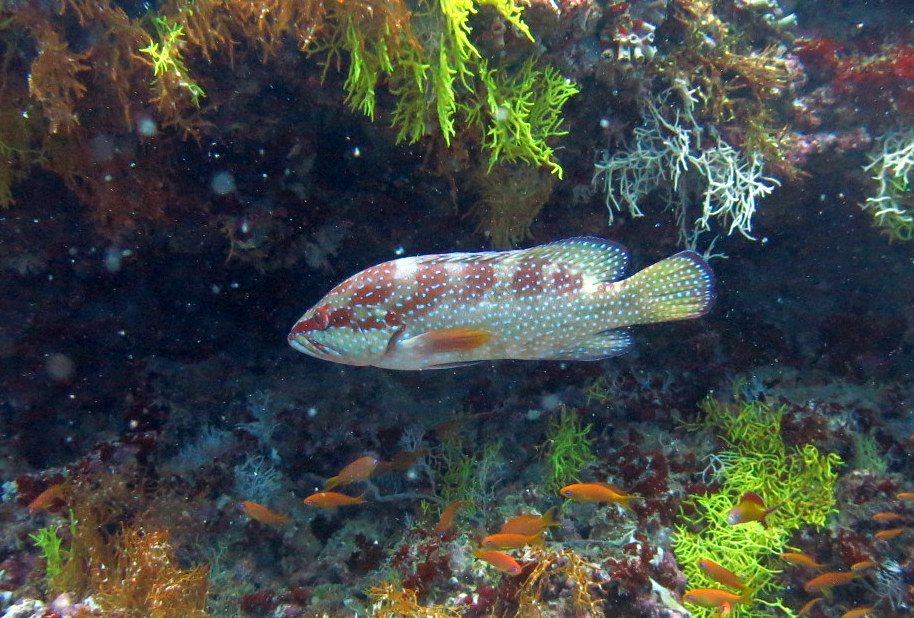
سمك قد منمش آخر في المالديف

## وصلات خارجية
- http://www.marinespecies.org/aphia.php?p=taxdetails&id=218189
- http://eol.org/pages/216583/details
- http://www.fishbase.org/summary/6453